# Karl Amadeus Hartmann
Karl Amadeus Hartmann (født 2. august 1905, død 5. december 1963).
Karl Amadeus Hartmann har bl.a. skrevet 8 symfonier.
Han er den betydeligste tyske symfoniker efter 2. verdenskrig.
Han har markeret sig med sine symfonier. Hans musik er inspireret af Gustav Mahler, Anton Bruckner og Max Reger.

## Udvalgte værker
- Symfoni nr. 1 "Forsøg på et Requiem" (1955) - for alt og orkester
- Symfoni nr. 2 (1946) – (revideret version af Adagio) - for orkester
- Symfoni nr. 3 (1948–1949) - for orkester
- Symfoni nr. 4 (1947-1948) - for strygeorkester
- Symfoni nr. 5  "Symfoni Koncertante" (1950) - for blæsere og kontrabasser og orkester
- Symfoni nr. 6 (1951–1953) – for orkester
- Symfoni nr. 7 (1957–1958) - for orkester
- Symfoni nr. 8 (1960-1962) - for orkester